# Michel Demion
Michel Demion (ur. 18 czerwca 1943 w Rennes, zm. 11 marca 2016 w departamencie Morbihan) – francuski pisarz i podróżnik.

## Życiorys
Michel Demion dorastał w miejscowości Château-Gontier w departamencie Mayenne. Jego matka pochodziła z Bretanii, a ojciec z Andegawenii. W wieku dziesięciu lat wstąpił do lokalnego koła kultywującego tradycje celtyckie, gdzie był najpierw tancerzem, a potem muzykiem grającym na tradycyjnych instrumentach dętych. W późniejszym czasie odkrył festiwal kultury bretońskiej Cornouaille odbywający się co roku w Quimper. W wieku osiemnastu lat odbył pierwszą podróż do Szkocji na zaproszenie jednego z tamtejszych dudziarzy. Rok później porzucił kształcenie w kierunku zawodu technika dentystycznego i wyjechał do Niemiec, gdzie odbył służbę wojskową. Po jej zakończeniu kontynuował podróżniczy tryb życia. W 1965 roku osiadł w Breście, gdzie został członkiem tradycyjnej orkiestry bretońskiej (bagadu) Kevrenn Brest Sant-Mark, do rozwoju której wniósł swoje doświadczenie i kreatywność. Uczestniczył z grupą w wielu występach, zwłaszcza na Festiwalu Dud w Breście. W latach 1965–1968 kierował grupą Kevrenn Alré. Wstąpił do francuskiego stowarzyszenia dla autorów SACEM.
Poza życiem muzycznym zaangażował się również w politykę. Uczestniczył w dwóch zjazdach ogólnokrajowego zrzeszenia studentów UNEF, w Poitiers i w Lyonie, i odkrył dotychczas nieznany mu świat studencki. W 1968 roku wstąpił do lewicowej partii bretońskiej UDB, która była dla niego źródłem wielu doświadczeń i wiedzy. Spotkał tam bretońskich działaczy: Paola Keinega, Ronana Leprohona i Jeana Guegueniata. Był kolejno szefem sekcji partii w bresteńskiej dzielnicy Recouvrance (w latach 1968–1971), członkiem biura politycznego, potem odpowiedzialnym za szkolenia (1976–1979), aż w końcu radnym gminy Lorient (1983–1989).
Następnie został przeniesiony do aglomeracji paryskiej, gdzie zajął się pomocą socjalną w gminie Nogent-sur-Oise i w regionie Pikardia. Zapoczątkował serię warsztatów mających na celu walkę z analfabetyzmem funkcjonalnym oraz kursy dla osób w trudnej sytuacji materialnej. W latach 1990–2003 przewodził organizacji zajmującej się wynajmem mieszkań dla młodych pracowników w trudnej sytuacji materialnej (Association des Foyers de Jeunes Travailleurs).
Przemierzył Amerykę Południową, Północną i Środkową, Azję Środkową, Chiny oraz Polinezję Francuską. Mając ze sobą tylko plecak, odwiedził 68 państw podczas 84 podróży, które trwały nawet kilka miesięcy. W 2010 roku wyjechał w prawie roczną podróż dookoła świata. Dotarł wtedy do Azji, Australii, Nowej Zelandii, na wyspy Pacyfiku i do Stanów Zjednoczonych.
O tej podróży napisał: „Spaliśmy w ponad 228 miejscach, ale to dopiero przebyte kilometry robią wrażenie: 61,5 tys. w samolocie, prawie 6 tys. w wynajętym samochodzie, 6,5 tys. w pociągu, 8 tys. w autobusie, 3 tys. na piechotę, nie licząc statków (sześć dni żeglugi), taksówek, quada, motoru, podróży autostopem, jazdy na tyle ciężarówki przez dwa dni oraz szalonych pięciu kilometrów kolejką linową!”.
Jest autorem wielu opowiadań, tomików poezji i pięciu powieści. Jego największym dziełem jest Powstanie świata (fr. La fondation du monde), któremu poświęcił 7 lat życia. Powieść przedstawia nową wizję sił religijnych, politycznych i zbrojnych obecnych na Ziemi, co pozwala dostrzec mało dotąd znane wyzwania, które wywierają wpływ na geopolitykę światową. Jest to przede wszystkim alternatywna historia cywilizacji. 
W 2008 roku, jako radny gminy Bono w departamencie Morbihan ustanowił 2 nagrody literackie: nagrodę im. Bernarda Moitessiera oraz nagrodę im. Stena Kidny dla młodych pisarzy podróżników.
W 2015 roku u Demiona zdiagnozowano raka mózgu. Zdając sobie sprawę z powagi choroby, poddał się licznym zabiegom. Zmarł po 10 miesiącach walki, 11 marca 2016 roku, mając 72 lata. Jego prochy zostały rozrzucone nad zatoką Morbihan.
Jedno ze stowarzyszeń kulturalnych w Morbihan ustanowiło nagrodę literacką im. Michela Demiona, która nagradza pisarzy tworzących w języku bretońskim w dialekcie wanetejskim (fr. vannetais), rozpowszechnionym szeroko w okolicach miasta Vannes.